# Sacro Monte di Somasca
Il Sacro Monte di Somasca è un Sacro Monte dedicato a san Girolamo Emiliani e realizzato nel corso del XIX secolo dai chierici regolari di Somasca. Frequentato dal santo tra il 1533 e il 1537, anno della sua morte, tra il XVII e il XVIII secolo di padri somaschi intervennero costruendo una strada di collegamento tra l'abitato di Somasca e "la Valletta", che nel frattempo fu sistemata e dotata di una chiesa. A partire dal 1815 per volontà di padre Pietro Rottigni furono costruite la chiesa della Resurrezione e undici cappelle in stile neoclassico dedicate alla vita del santo, l'intero progetto fu poi sostanzialmente ultimato nel 1928.

## Storia

### La presenza di san Girolamo a Somasca

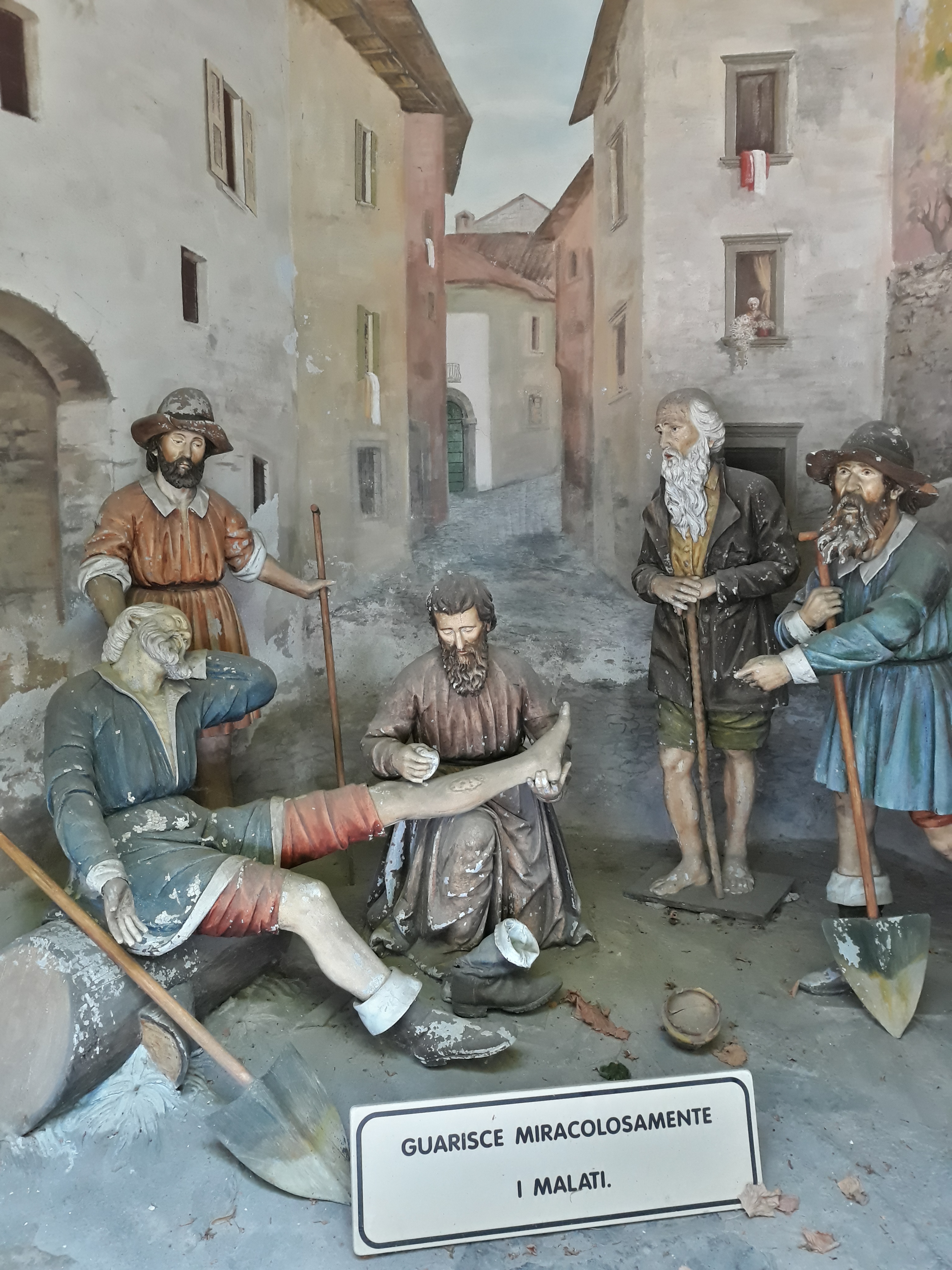
Scena della quinta cappella in cui il Miani guarisce i malati a Somasca

Nato a Venezia nel 1486 e avvicinatosi alla vita religiosa intorno alla mezza età, nell'estate del 1533 Girolamo Emiliani giunse a Somasca, un villaggio al confine della Repubblica di Venezia, e qui si stabilì con la sua compagnia in una casa vicina alla chiesa parrocchiale. Dopo una breve permanenza il Miani partì alla volta di Milano e Pavia per poi tornare a Somasca e qui stabilirsi definitivamente nell'estate del 1534, dove fondò la compagnia dei servi dei poveri, in seguito chiamata dei chierici regolari di Somasca.
A Somasca e più in generale in tutta Valle San Martino il Miani svolse una notevole attività caritativa concentrandosi specialmente nel catechismo, nella cura dei malati e nell'aiuto agli orfani, ai quali oltre che a offrire vitto e alloggio insegnava un mestiere per permettere loro di mantenersi. Oltre alle opere di carità il Miani si dedicò profondamente alla vita religiosa e per pregare si ritirò spesso a "la Valletta", una radura posta su di un'altura a breve distanza da Somasca e alle pendici del cosiddetto "Tremasasso", un rilievo roccioso franoso sovrastato dal castello dell'Innominato. A "la Valletta" il Miani trascorse anche numerose notti ricavando il suo giaciglio all'interno di un incavo naturale del "Tremasasso".
Dopo aver intrapreso numerosi viaggi tra alcune delle maggiori città della Repubblica di Venezia e del Ducato di Milano nel 1536 il Miani tornò a Somasca e qui oltre a proseguire la sua attività caritativa decise di spostare il suo giaciglio in un incavo ancora più angusto conosciuto come l'Eremo. Nonostante dovesse intraprendere in viaggio verso Roma una violenta pestilenza si abbatté su tutta la Valle San Martino e nel tentativo di curare i malati il Miani si ammalò morendo a Somasca l'8 febbraio 1537.

### I primi lavori a "la Valletta"
In seguito alla morte del Miani i padri somaschi stabilirono la loro casa madre nei pressi della chiesa parrocchiale trasferendo qui tutte le attività prima localizzate a "la Valletta", ma per conservare la memoria del loro fondatore decisero di preservare i luoghi frequentati dal Miani, pur non essendo questi di loro proprietà. Il 30 dicembre 1537 a causa del costante afflusso di pellegrini padre Federico Panigarola decise di sistemare il sentiero diretto al castello dell'Innominato e passante per "la Valletta", quest'ultima fu poi recintata da un muro e nel 1605 fu protetta da una porta d'ingresso e dotata di una scala per facilitare l'accesso ai pellegrini. Nel frattempo si susseguirono i lavori di sistemazione de "la Valletta" e nel 1614 venne costruita una cappella a protezione del giaciglio del Miani nei pressi della fonte da cui secondo la tradizione il santo fece scaturire miracolosamente una sorgente d'acqua per abbeverare i suoi orfani.
Nel 1621 padre Bartolomeo Brocco acquistò il terreno del castello dell'Innominato e un fondo nei pressi de "la Valletta", l'anno seguente la strada che da Somasca portava a "la Valletta" fu in parte pavimentata e nel 1625 fu costruita la casa del custode. Con l'atto notarile del 28 ottobre 1628 padre Giovanni Calta comprò da Gianmaria Limonta di Vercurago l'intero terreno de "la Valletta" permettendo così ai padri somaschi di completare i lavori di ristrutturazione con maggior libertà. A protezione della fonte miracolosa nel 1644 fu costruita una cappella e nel 1658 fu ampliata la casa del custode nella quale venne a vivere stabilmente il laico Antonio Arrigoni.

### L'inaugurazione del viale
Con l'avvicinamento alla beatificazione del Miani e il conseguente aumento di pellegrini nel 1723 padre Antonio Valle decise di rinnovare completamente il viale che da Somasca conduceva a "la Valletta", i lavori proseguirono per sei anni concludendosi nel 1729. in questo arco di tempo però la strada non fu completa siccome diversi terreni non erano ancora di proprietà dei padri somaschi, così nel 1759 il capitanio e vicepodestà di Bergamo donò ai somaschi quattro pertiche di terreno e nel 1764 i lavori poterono proseguire grazie al contributo finanziario di padre Domenico Serra. Nel 1767 il Miani fu proclamato santo e padre Antonio Valsecchi acquistò i terreni rimanenti per il completamento del viale. Con i festeggiamenti del primo anno dalla canonizzazione di san Girolamo Emiliani nel 1768 i padri somaschi inaugurarono il viale apponendovi un manifesto con la scritta:

### La realizzazione del Sacro Monte

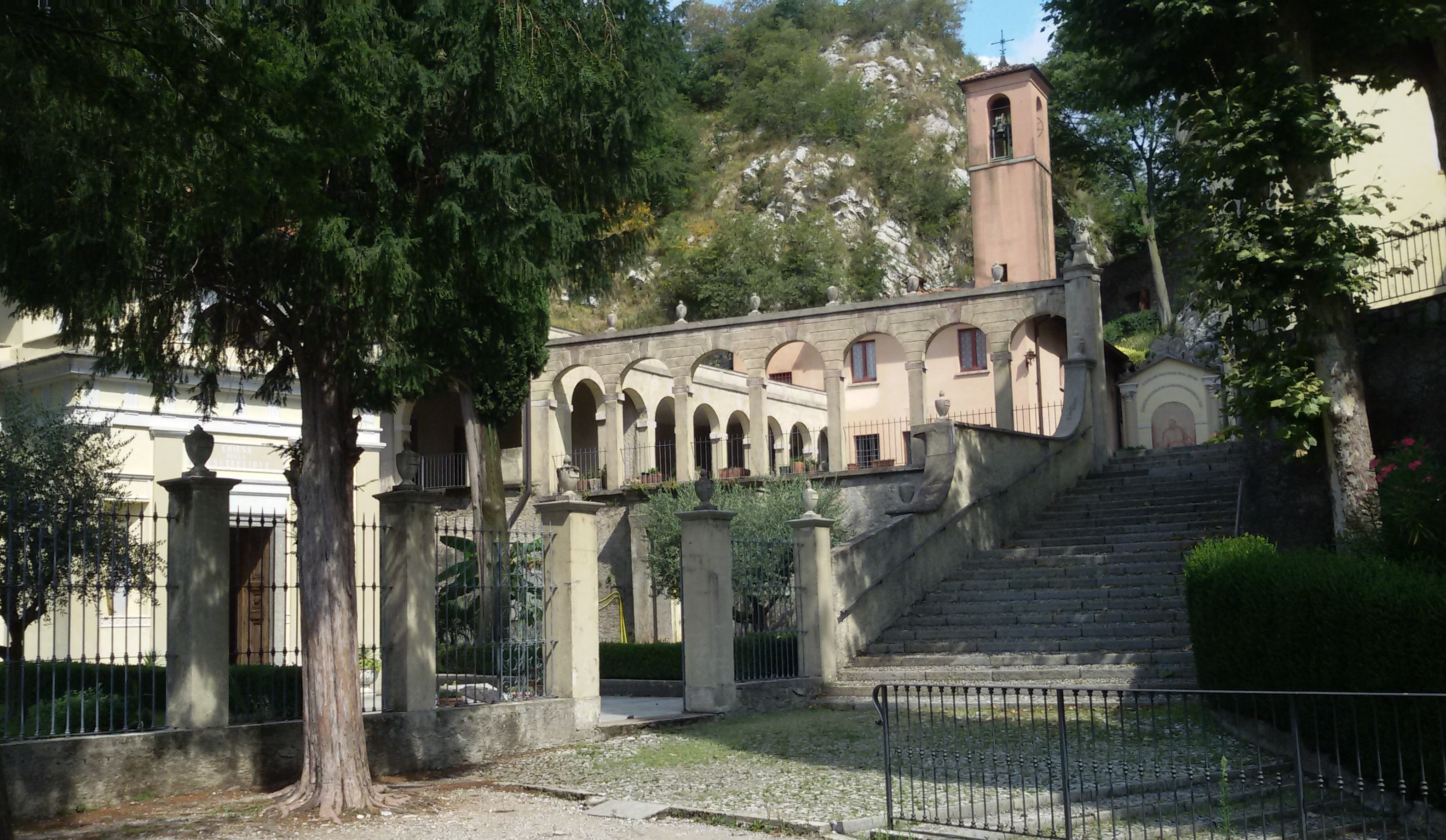
La Valletta

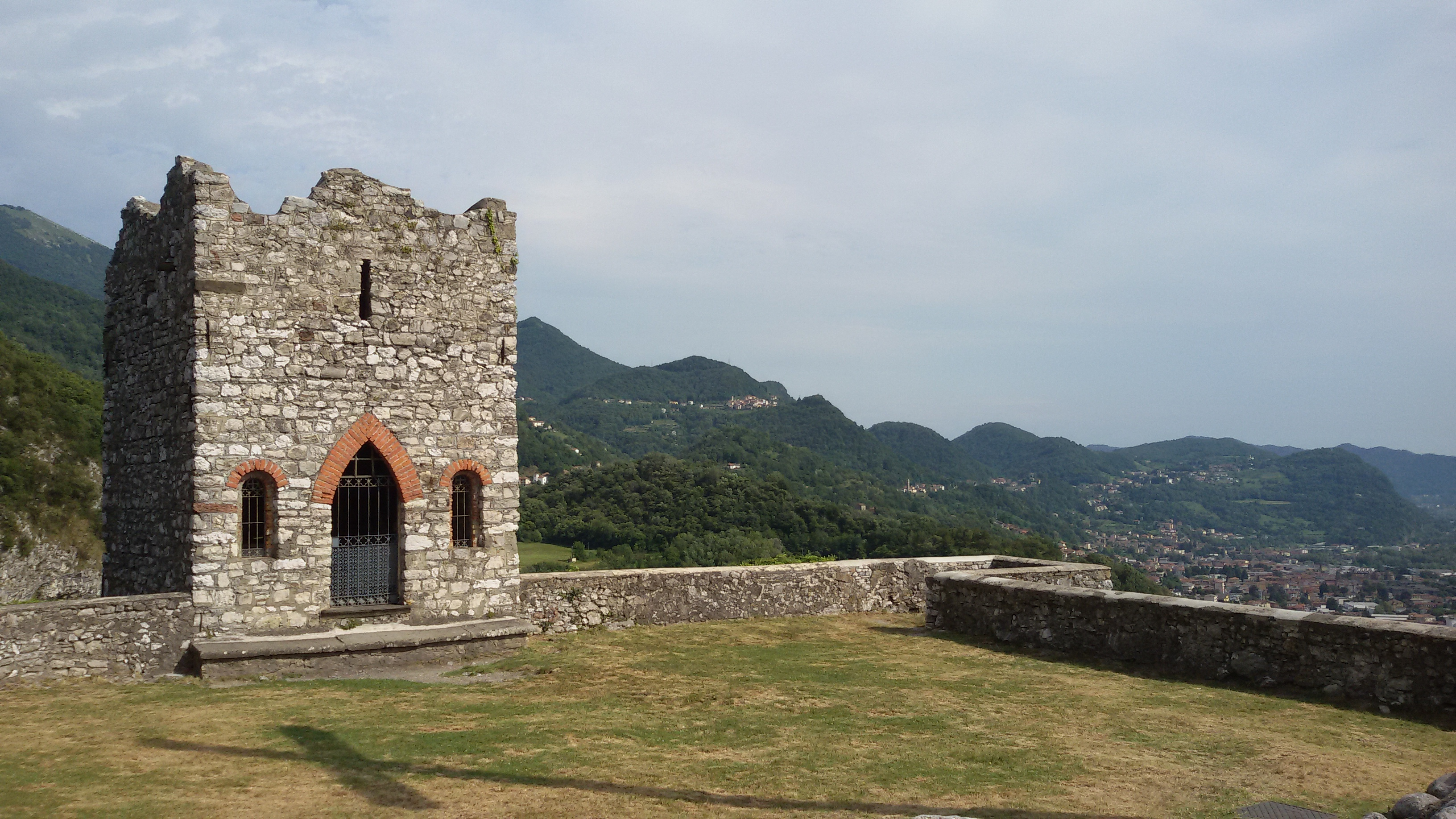
L'undicesima e ultima cappella

Dopo la nascita della Repubblica Cisalpina e la soppressione dell'ordine dei chierici regolari di Somasca tutti i terreni de "la Valletta" e il viale furono requisiti dalle autorità statali bloccando così qualsiasi lavoro di ristrutturazione. Con al caduta di Napoleone e la restaurazione austriaca padre Pietro Rottigni ideò la costruzione del Sacro Monte di Somasca, così nel 1815 con l'aiuto dell'architetto neoclassico Giuseppe Bovara a "la Valletta" fece costruire la chiesa della Resurrezione, l'attiguo campo santo dei padri somaschi e all'ingresso del viale per accogliere i pellegrini fece erigere un grande arco in pietra in memoria di padre Federico Comendoni. I terreni de "la Valletta" furono poi ricomprati da padre Carlo Maranese nel 1821.
In occasione del trecentesimo anniversario dall'inizio dell'attività caritativa di san Girolamo Emiliani nel 1828, al viale fu aggiunta una Scala Santa di 101 gradini diretta all'eremo del santo che fu protetto da una cappella e adornato da una statua marmorea nel 1837. Ai trecento anni dalla morte del santo oltre alla cappella dell'Eremo venne edificata anche la prima cappella del viale a cui seguì la costruzione delle altre dieci cappelle e che si concluse nel 1902. Il Sacro Monte venne poi completato nel 1928 da padre Stanislao Battaglia che fece costruire un portico e numerose arcate in tutta "la Valletta".
Negli anni settanta venne effettuata la sistemazione del fondo acciottolato del viale delle Cappelle, creando nel mezzo una fascia di selciato in porfido, per rendere più agevole la salita ai pellegrini e nel 1993, venne messa in sicurezza la parete rocciosa prospiciente la Valletta. Dal luglio 2018 è iniziato un restauro conservativo di tutte le cappelle.

## Descrizione

### Viale delle cappelle

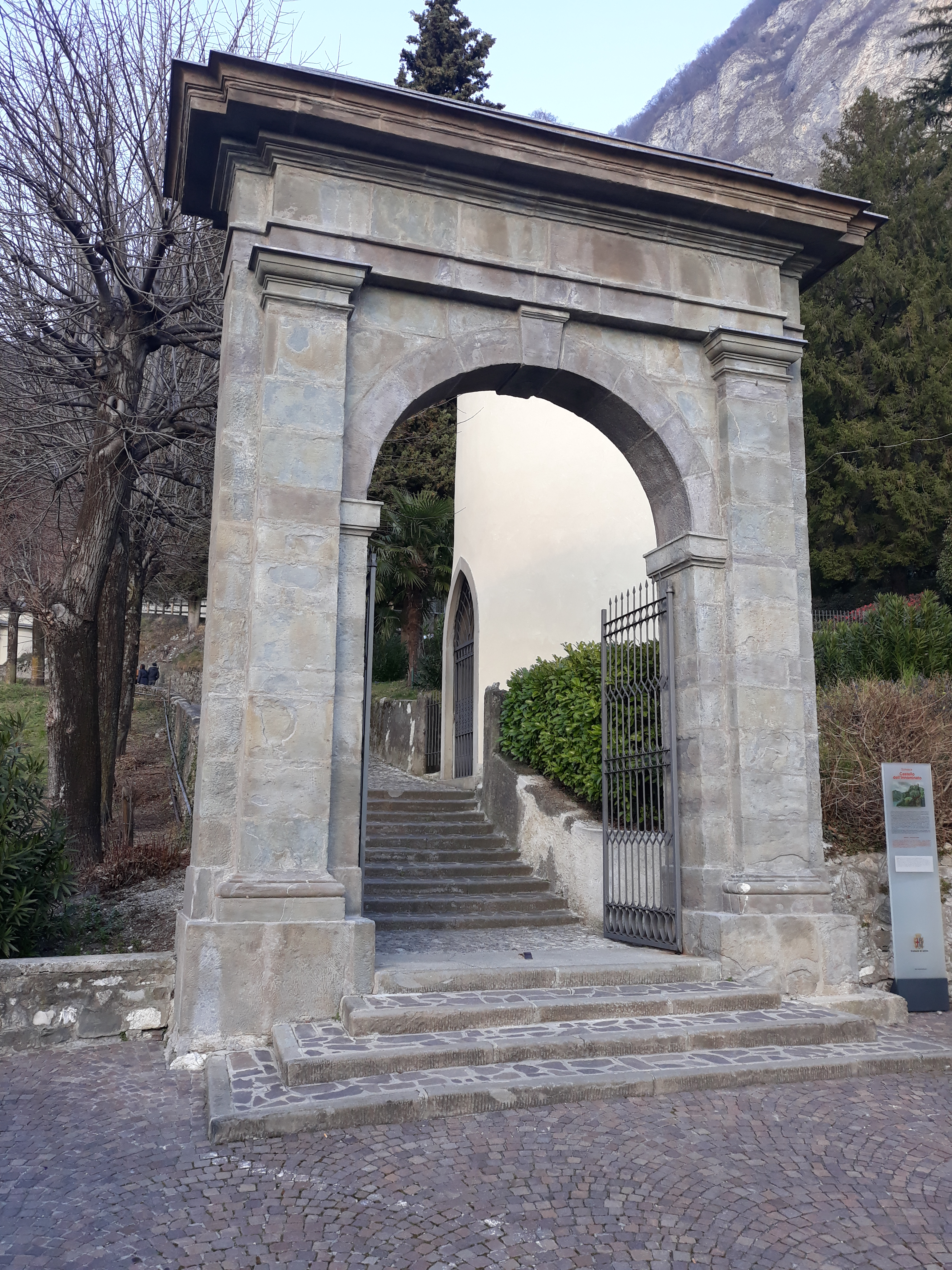
L'arco d'ingresso al Sacro Monte

Partendo dal santuario di San Girolamo Emiliani e passando per la chiesa della Mater Orphanorum si arriva a un arco in pietra edificato nel 1815 da padre Pietro Rottigni affacciato su una piazzetta pavimentata a sampietrini realizzata nel 1937 retrocedendo l'arco. L'arco indica l'inizio del sacro monte che si sviluppa in un viale affiancato sulla sinistra da cento tigli del 1950 e sulla destra da nove cappelle realizzate tra il 1827 e la fine del XIX secolo, la decima è all'ingresso de "la Valletta" mentre l'undicesima è posta all'interno della torre del castello dell'Innominato. Le cappelle sono adornate da statue e affreschi di autori differenti che rappresentano alcuni episodi della vita del santo.
1. la madonna libera s. girolamo dal carcere (quero sul piave, 27-9-1511)
2. protetto da maria attraversa non visto il campo nemico e si pone in salvo.
3. in segno di gratitudine girolamo depone le catene all'altare della madonna grande di treviso. 27-9-1511
4. sfama i poveri e accoglie gli orfani della sua città.
5. guarisce miracolosamente i malati.
6. assiste e seppellisce gli appestati della valle di s.martino.
7. con il segno della croce salva dai lupi gli orfanelli.
8. lavorando assieme ai contadini, insegna loro il catechismo.
9. prima di morire lava i piedi agli orfanelli.
10. muore di peste in una casetta di somasca. 8-2-1537
11. moltiplicando prodigiosamente pochi pani sfama i suoi orfanelli.

### Scala Santa

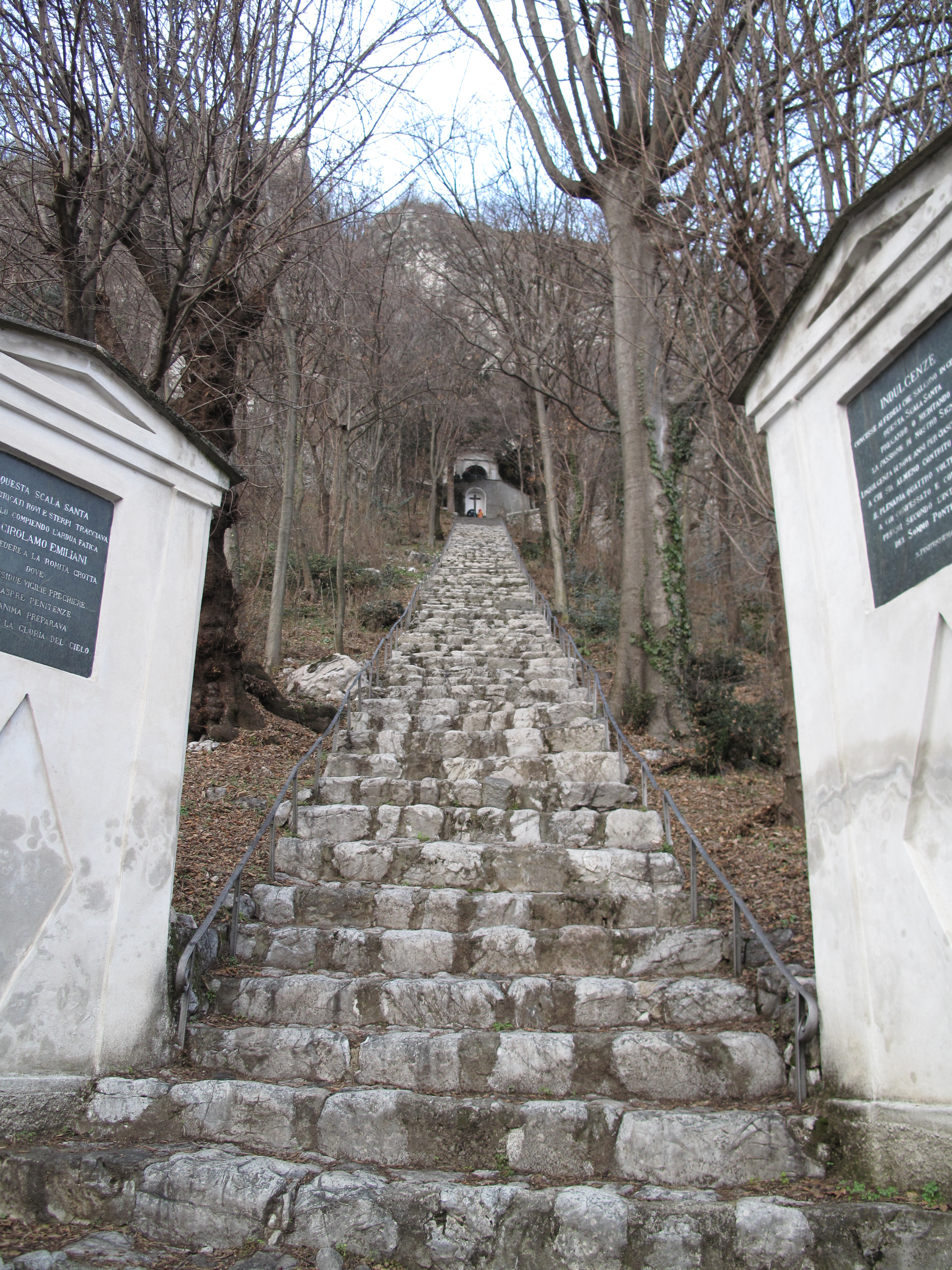
La Scala Santa

Percorrendo il viale tra la sesta e la settima cappella si apre la Scala Santa costruita nel 1828 in occasione del trecentesimo anniversario dall'inizio dell'attività caritativa del Miani. Edificata sul modello della Scala Santa del Santuario della Madonna del Bosco a Imbersago, fu costruita con le numerose pietre di scarto presenti lungo il viale delle cappelle. La Scala Santa attraversa il bosco con 101 gradini per poi condurre all'Eremo di san Girolamo. Nel 1872 all'ingresso della Scala Santa furono poste due lapidi per ricordare le indulgenze concesse da papa Pio IX in favore di chi pratica la scala santa e probabilmente in questa stessa occasione fu posta anche una lapide con i versi del poeta vercuraghese Samuele Biava che recita: «o viator che svpplice per questi gradi il piede volgi cola svl vertice dove l'effige ha sede di lui che primo agli orfani gli itali asili apri va la vedrai nell'estasi dell anima pentita erger al ciel pei miseri il voto di sva vita che agli avi a noi propizia in sacrificio offri»

### Eremo
Sulla cima della Scala Santa è presente l'Eremo, una piccola grotta naturale in cui san Girolamo era solito riposare e ritirarsi in preghiera durante l'ultimo anno della sua vita. Nel 1837 la grotta originaria fu ampliata e protetta da una cappella costruita da fratel Angelo Sommariva e al suo interno fu posizionata una statua a grandezza naturale del santo in marmo di Viggiù scolpita dall'artista milanese Stefano Butti e commissionata da padre Carlo Mantegazza. Nel 1847 l'accesso all'Eremo dalla Scala Santa fu ampliato con la costruzione di una piazzetta e di una nicchia contenente il crocifisso. Oltre che dalla Scala Santa è possibile raggiungere l'Eremo anche da "la Valletta" attraverso una strada pavimentata e sistemata sotto al direzione del Sommariva nel 1839.

### La Valletta

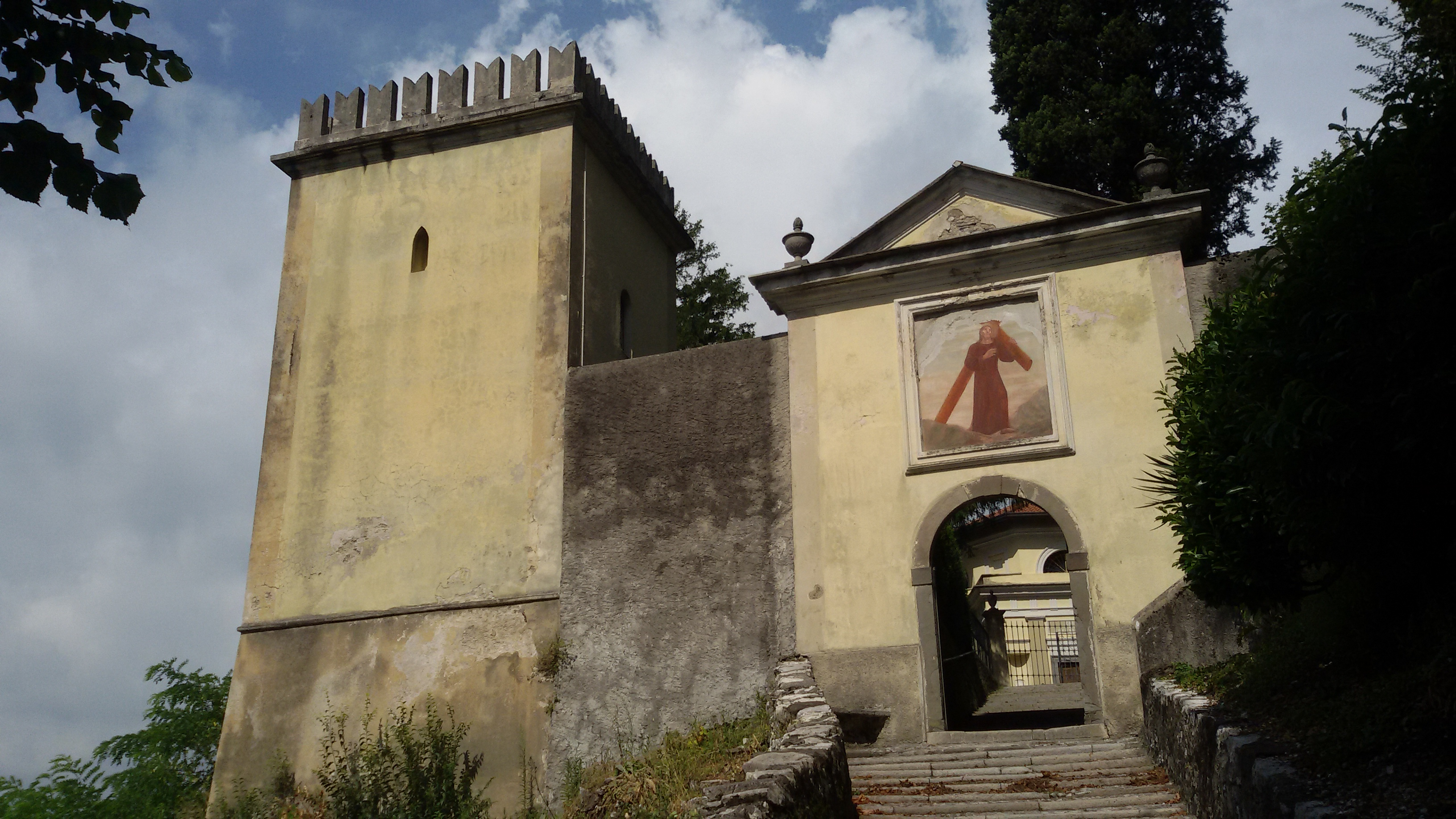
L'ingresso de "la Valletta"

Al termine del viale delle cappelle si apre un arco di ingresso chiuso da un cancello in ferro e adornato da un affresco di Ambrogio Riva del 1842 che rappresenta Gesù che porta la croce, stemma dei chierici regolari di Somasca; alla sinistra dell'ingresso è presente la torre della decima cappella. Entrati ne "la Valletta" uno spiazzo accoglie la chiesa della Resurrezione e il cimitero dei padri somaschi, salendo le scale si giunge poi a una nuova piazzetta, soprelevata e realizzata nel 1894 sulla quale si affaccia la chiesa della Valletta, il portico del 1928 e dalla quale è possibile raggiungere il castello dell'Innominato tramite una scala aperta nel 1889.. Sul portico è presente la statua in marmo di un leone di San Marco scolpito da Egisto Caldana e regalato ai somaschi nel 1937 dal sindaco di Vercurago Giuseppe Meroni.

#### Chiesa di San Girolamo Emiliani

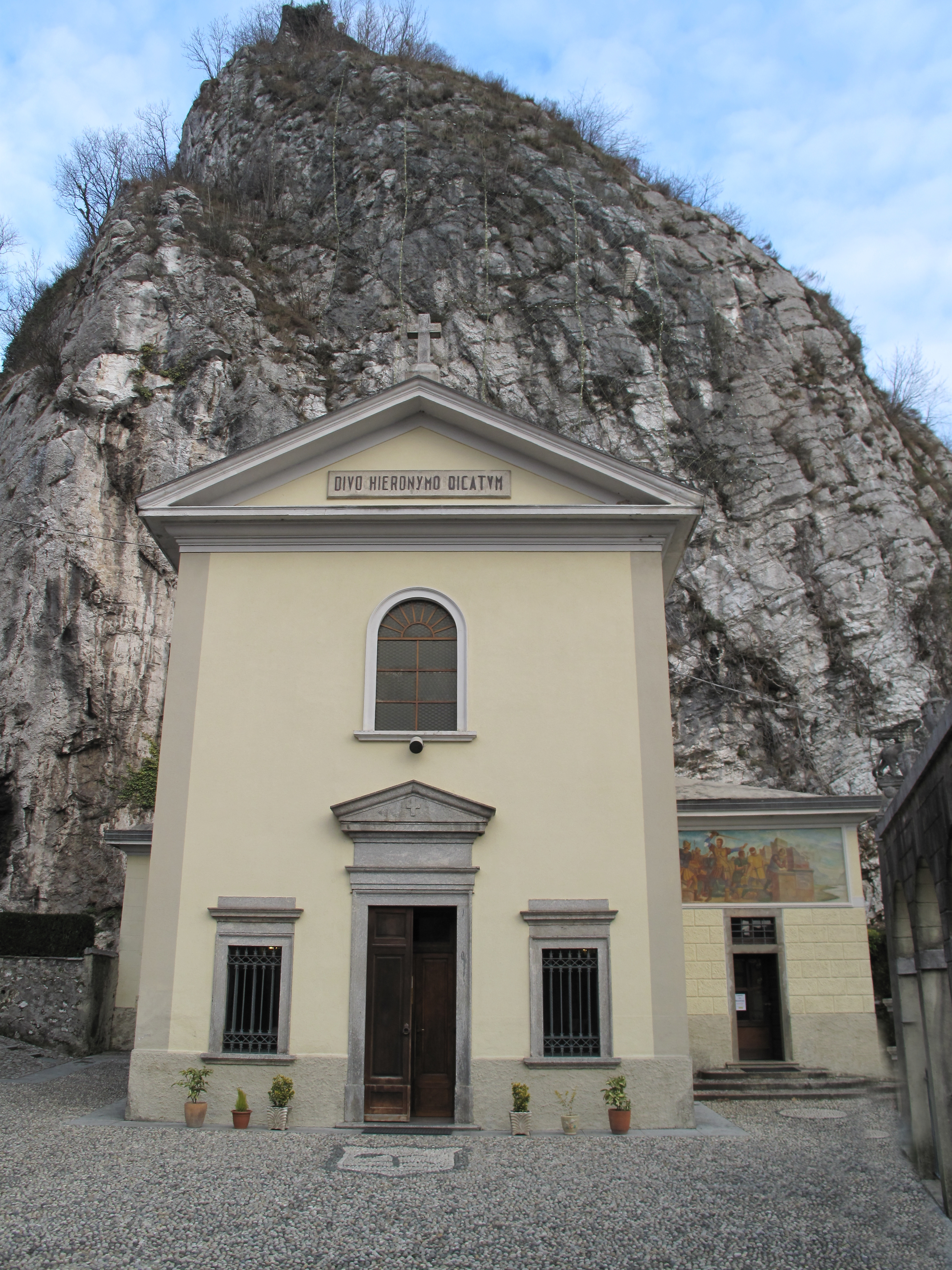
La chiesa di San Girolamo Emiliani

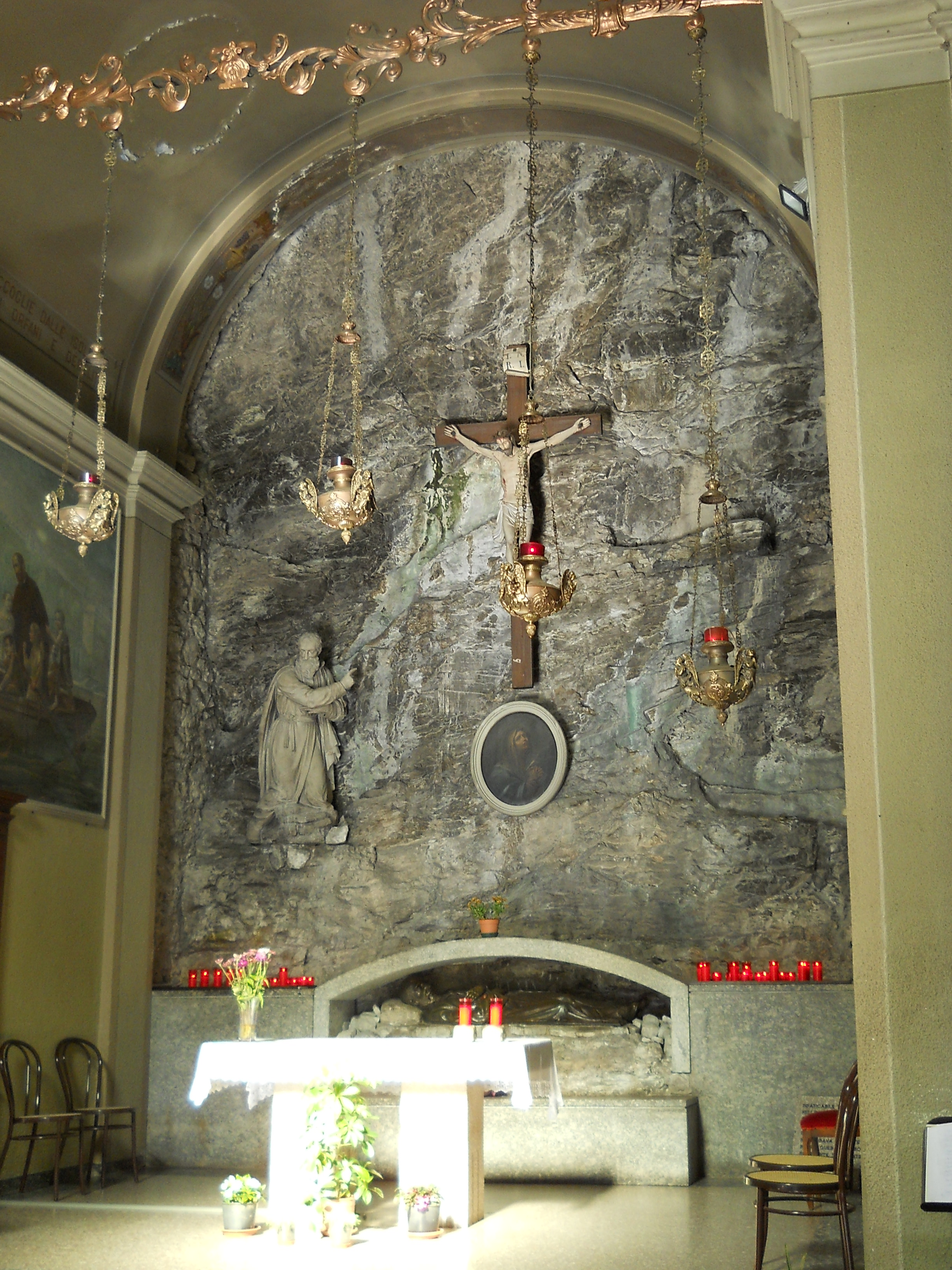
L'interno in roccia viva della chiesa della Valletta

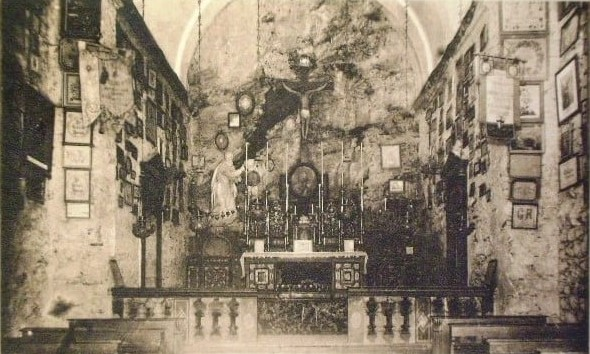
L'interno della chiesa della Valletta con gli ex voto all'inizio del XX secolo

Nel 1628 i padri somaschi riuscirono ad acquistare il terreno della Valletta e iniziarono così i lavori per la costruzione di una chiesa che fosse addossata alla parete rocciosa in cui era solito riposare san Girolamo e vicina alla fonte da cui il santo fece sgorgare miracolosamente una sorgente d'acqua per abbeverare i suoi orfanelli. Ormai da tempo completata e consacrata nel 1751 papa Benedetto XIV concesse alla chiesa l'altare privilegiato, ovvero un altare che godeva dell'indulgenza plenaria per il defunto per il quale si celebrava la messa. Nel 1824 il vescovo di Bergamo Pietro Mola ritirò alla chiesa il permesso di celebrare la via crucis, permesso che fu poi ripristinato nel 1908 dal vescovo Giacomo Radini-Tedeschi.
Ormai completata, nel 1778 la chiesa della Valletta al suo interno fu abbellita da una balaustra proveniente dalla cappella di san Girolamo della chiesa di Somasca e venne poi arricchita con due tele anonime settecentesche che illustravano due episodi della vita san Girolamo, lui che lascia il campo nemico e la sua liberazione dal carcere. La parte di fondo della chiesa, in roccia viva e al centro della quale era esposto il crocifisso, nel 1790 venne abbellita da una statua di san Girolamo Emiliani che posizionata alla destra della croce la indicava guardando però verso i fedeli; la statua fu commissionata da padre Federico Comendoni allo scultore bergamasco Antonio Gelpi. Per ricordare il giaciglio in cui il santo era solito addormentarsi, già prima del 1824 in quel luogo fu costruito l'altare sotto il quale venne posata una statua di san Girolamo dormiente in stucco, dipinta e vestita con l'abito di tela dei padri somaschi. Nel 1835 al vicino campanile furono cambiate le campane che vennero dedicate dal vescovo Carlo Gritti Morlacchi all'Immacolata Concezione a santa Eurosia e a santa Lucia, poi nel 1841 venne rifatto il pavimento della chiesa. In vista dei quattrocento anni dalla morte del santo nel 1936 il pittore varesino Carlo Cocquio dipinse all'interno della chiesa alcuni affreschi raffiguranti importanti momenti della vita del santo.
Nel 1976 la chiesa subì un pesante intervento di restauro. Per contenere i danni causati dai massi provenienti dalla roccia retrostante il tetto fu rifabbricato in cemento armato e i lavori durarono fino al 1978, il tetto in particolare era già stato rinforzato nel 1930 con delle lamiere zincate. All'interno venne eliminata la balaustra e l'altare, che fu spostato dal giaciglio del santo e rifabbricato in stile razionalista. Il giaciglio fu incorniciato in una struttura granitica e la statua fu sostituita con una in bronzo di Elio Ponti. La statua di san Girolamo del Gelpi venne spostata nella vicina Sala della Fonte per poi essere ricollocata nella sua posizione originaria sul finire degli anni Novanta.

##### La stanza dell'acqua e gli ex voto
In seguito alla costruzione della chiesa della Valletta nel 1644 fu deciso di proteggere la sorgente da cui san Girolamo fece scaturire miracolosamente una sorgente d'acqua costruendo una stanza. All'interno della sala venne poi affissa una targa con la seguente iscrizione:
(Targa nella stanza dell'acqua del 1644)
La stanza fu poi rifabbricata nella prima metà del XX secolo e nel 1941 il pittore varesino Carlo Coquio dipinse sull'ingresso un affresco raffigurante il miracolo della fonte compiuto da san Girolamo, poi restaurato nel 1979 da Giovanni Caseri. Nel 1967 la stanza venne restaurata e portata alla forma attuale, venne rifatta la lapide seicentesca e ne fu aggiunta un'altra con le parole: «venite et videte mirabilia dei in s. hieronimo aemiliano oui de petra exudit aqvam saluberrimam».
Nella prima metà del XX secolo gli ex voto presenti nella chiesa vengono traslati in una nuova stanza costruita sul lato destro dell'edificio e nel 1936 Carlo Coquio ne decora l'esterno con un affresco che rappresenta san Girolamo nella battaglia in difesa del castello di Quero.

#### Chiesa della Resurrezione

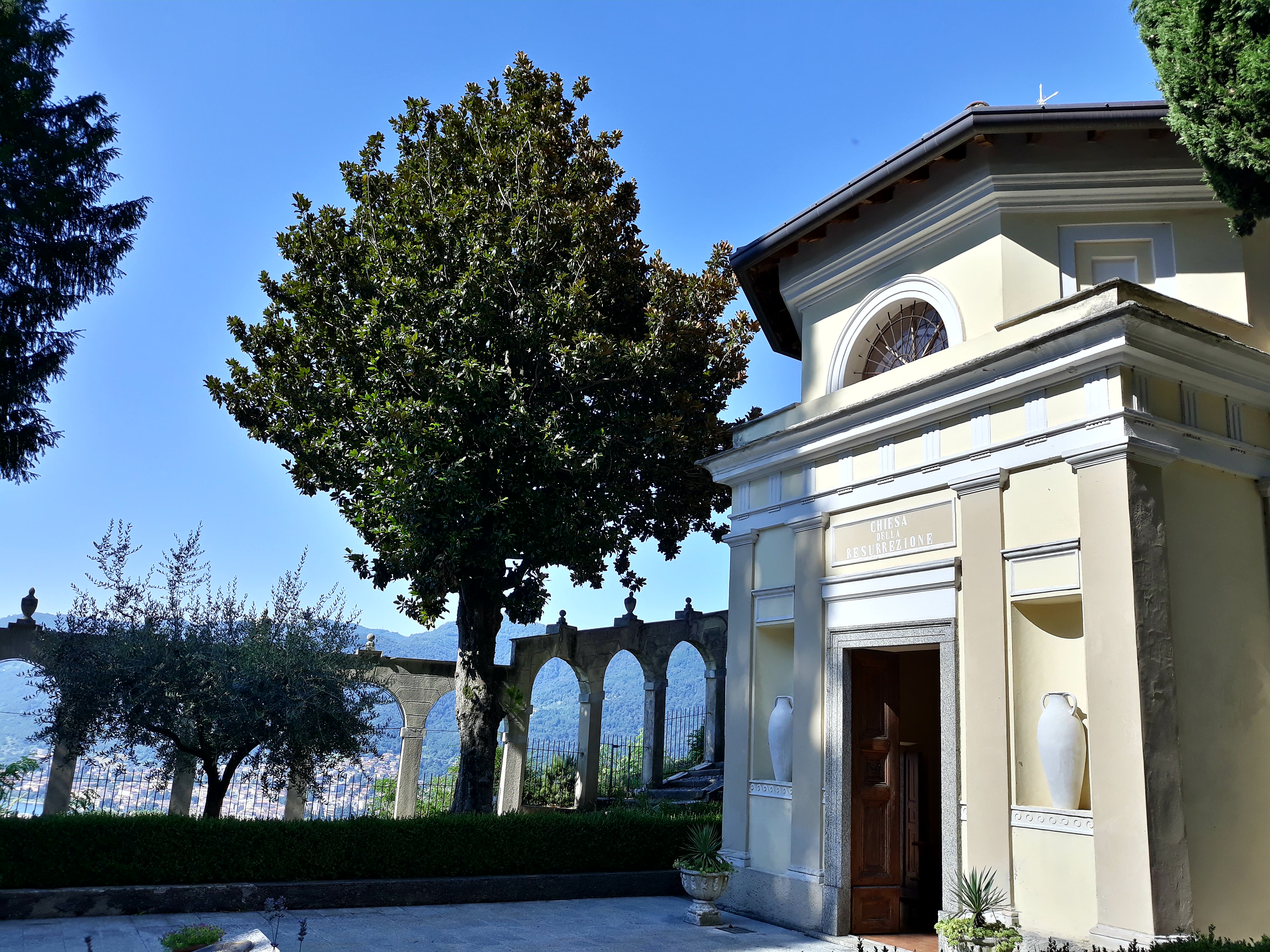
La chiesa della Resurrezione

Con l'arrivo degli austriaci e il ripristino degli ordini religiosi nel 1815 padre Pietro Rottigni aprì un campo santo dedicato ai padri somaschi e qui nello stesso anno, su progetto dell'architetto lecchese e amico Giuseppe Bovara, fece costruire una chiesetta cimiteriale detta della Resurrezione che fu poi benedetta dal vescovo di Bergamo Giovanni Paolo Dolfin nel 1816.
Preceduta da un piccolo giardino all'italiana la chiesetta è in stile neoclassico e a pianta circolare, la facciata presenta quattro pilastri sormontati da un fregio dorico tra i quali sono presenti due vasi marmorei. Sopra dell'entrata è dipinta la scritta «chiesa della resurrezione», mentre il tetto è a pianta ottagonale e sormontato da una croce ferrea appoggia su un rialzo da cui si apre una finestra semicircolare. All'interno l'altare, soprelevato di tre gradini è incorniciato da due colonne ioniche, inserito nel 1975 è formato da quattro colonne corinzie di bronzo provenienti dall'altare della cappella di san Girolamo della chiesa di Somasca. Dietro l'altare si trova la Resurrezione di Cristo, una tela risalente al 1809 del pittore milanese Giuseppe Gaudenzio Mazzola.